# Paulus Tschang In-Nam
Paul Tschang In-Nam (tiếng Hàn Quốc: 장인남; Trương Nhân Nam; sinh 1949) là một Tổng giám mục thuộc Ngành ngoại giao Tòa Thánh người Hàn Quốc. Hiện ông đang kiêm nhiệm chức vụ Sứ thần Tòa Thánh tại Hà Lan. Trong giai đoạn từ năm 2017 đến năm 2022, ông là Sứ thần Tòa Thánh tại Thái Lan, Campuchia, Myanma và Khâm sứ Tòa Thánh tại Lào. Ông cũng là Sứ thần Tòa Thánh tiên khởi của Myanma (2017-2022).

## Tiểu sử
Tổng giám mục Tschang sinh ngày 30 tháng 10 năm 1949 tại Seoul, Hàn Quốc. Ông được thụ phong chức vụ linh mục năm ông 27 tuổi - 1976. Linh mục Tschang gia nhập ngành ngoại giao Tòa Thánh năm 1985, trong khoảng thời gian làm linh mục ông từng đảm nhận nhiều chức vụ trong các Tòa Sứ thần tại El Salvador, Ethiopia, Syria, Pháp, Hy Lạp và Bỉ.
Tòa Thánh loan tin chọn linh mục Tschang làm Giám mục, chức vị Tổng giám mục Hiệu tòa. Tân giám mục được tấn phong giám mục trong năm 2003 tại Rôma. Tân Tổng giám mục được bổ nhiệm làm Sứ thần tại Bangladesh trong khoảng thời gian từ năm 2003 đến năm 2007. Sau đó, Tổng giám mục Tschang được thuyên chuyển sang là Sứ thần tại Uganda và đảm nhiệm chức vụ này đến năm 2012. Năm 2012, Tòa Thánh chọn ông làm làm Sứ thần tại Thái Lan và Campuchia, kiêm Khâm sứ tại Myanmar và Lào. Năm 2017, với sự thỏa thuận của Myanma và Vaticna, Tổng Giám mục Tschang được nâng cấp làm Sứ thần Tòa Thánh tại Myanmar, tuy vậy Tòa Sứ Thần vẫn đặt tại thủ đô Bangkok thuộc Thái Lan. Tháng 7 năm 2022, ông được bổ nhiệm làm Sứ thần Tòa Thánh tại Hà Lan.